# Щитынь
Щитынь (укр. Щитинь) — село в Камень-Каширской городской общине Камень-Каширского района Волынской области Украины.
До 2020 года входило в Любешовский район.
Население по переписи 2001 года составляло 701 человек. Почтовый индекс — 44225. Телефонный код — 3362. Занимает площадь 6,262 км². Код КОАТУУ — 723189201.